# Новогрозненский район
Новогро́зненский район — административная единица в составе Грозненской области РСФСР. Административный центр — поселок городского типа Новогрозненский.

## Географическое положение
Располагался на востоке области. Граничил на северо-востоке и востоке с Шурагатским районом Дагестанской АССР, на севере и западе с Гудермесским районом.

## История
Район создан Указом Президиума Верховного Совета РСФСР от 31 августа 1944 г. путём разукрупнения Гудермесского района.
Постановлением ВЦИК РСФСР от 19 июня 1951 года район упразднен, а его территория вошла в состав Гудермесского района.

## Административный состав
- Новогрозненкий сельсовет — пгт Новогрозненский
- Суворовский сельсовет — с. Суворовское